# Фристайл на зимових Азійських іграх 1996
Змагання з фристайлу на зимових Азійських Іграх 1996 проводилися в Харбіні (Китай). Загалом було проведено 2 змагання — по одному для чоловіків і для жінок.

## Медалісти
Чоловіки
| Дисципліна      | Золото           | Срібло                  | Бронза |
| --------------- | ---------------- | ----------------------- | ------ |
| Оу Сяотао Китай | Фей Донпен Китай | Сергій Бренер Казахстан |        |

Жінки
| Дисципліна       | Золото          | Срібло       | Бронза |
| ---------------- | --------------- | ------------ | ------ |
| Гво Дандан Китай | Сю Наннан Китай | Ін Йон Китай |        |

## Таблиця медалей
| Місце    | Країна     | Золото | Срібло | Бронза | Загалом |
| -------- | ---------- | ------ | ------ | ------ | ------- |
| 1        | Китай      | 2      | 2      | 1      | 5       |
| 2        | Узбекистан | 0      | 0      | 1      | 1       |
| Загалом: | Загалом:   | 2      | 2      | 2      | 6       |

## Результати

### Чоловіки
| Місце | Атлет                   | Час    |
| ----- | ----------------------- | ------ |
| 1     | Оу Сяотао Китай         | 163.47 |
| 2     | Фей Донпен Китай        | 151.07 |
| 3     | Сергій Бренер Казахстан | 147.81 |

### Жінки
| Місце | Атлет            | Час    |
| ----- | ---------------- | ------ |
| 1     | Гво Дандан Китай | 145.25 |
| 2     | Сю Наннан Китай  | 128.19 |
| 3     | Ін Йон Китай     | 123.87 |